# Мінінське сільське поселення
Мі́нінське сільське поселення (рос. Коммунаровское сельское поселение) — муніципальне утворення у складі Ісетського району Тюменської області, Росія.
Адміністративний центр — село Мініно.

## Населення
Населення — 990 осіб (2020; 1006 у 2018, 1098 у 2010, 1210 у 2002).

## Склад
До складу поселення входять такі населені пункти:
| Населений пункт     | Населення, осіб (2002) | Населення, осіб (2010) |
| ------------------- | ---------------------- | ---------------------- |
| Лога, присілок      | 221                    | 193                    |
| Мініно, село        | 820                    | 766                    |
| Онуфрієво, присілок | 169                    | 139                    |